# Pardillana dubia
Pardillana dubia är en insektsart som beskrevs av Sjöstedt 1921. Pardillana dubia ingår i släktet Pardillana och familjen gräshoppor. Inga underarter finns listade i Catalogue of Life.